# Els Fatxendes
Els Fatxendes foren un conjunt musical fundat a Sabadell el 1852 i dissolt el 1973.

## Història
Fou una institució musical que actuà en formats d'orquestra, cobla (entre 1907 i 1908) i conjunt d'espectacle, ball i varietats. Tingué el seu origen en una antiga orquestra de ball sabadellenca, Els Muixins, que es creu fundada el 1796, i amb la qual mantingueren una extraordinària rivalitat i reberen el seu nom per un dels seus fundadors, Fidel Bosch, el Fatxenda. Usualment estava composta per una desena de músics que formaven un potent conjunt de vent i que es desdoblaven en cantants quan calia. L'activitat principal de la formació era animar balls de Festa Major arreu de Catalunya, amb un repertori que cobria les músiques de moda de cada moment, del jazz als boleros.
Les estretors econòmiques dels anys quaranta del segle XX portaren els Fatxendes a cercar actuacions a Madrid (1947) i a Lisboa, primer, i a Amèrica Llatina després. En arribar a Cuba el 1950, l'orquestra adoptà el nom de Orquesta Casino de Sevilla, per les dificultats que el nom Fatxendes plantejava als americans. Després d'un seguit d'actuacions i de gravar gran nombre de discos, els músics encetaren una gira per Centreamèrica i Sud-amèrica, que els portà a Mèxic (1952), Veneçuela i Xile (1953) i al Brasil (1954 en endavant); l'orquestra s'establí en aquest darrer país per una llarga temporada. Anys a venir, els músics catalans tornaren a Catalunya, on els Fatxendes actuaren fins al 1973. L'Orquestra Casino de Sevilla, per la seva banda, romangué al Brasil, on encara actua. L'ajuntament de Sabadell els dedicà un carrer i a l'Arxiu Històric de la ciutat així com a la Fundació Bosch i Cardellach i a la Biblioteca de Catalunya es conserva documentació dels Fatxendes d'entre els anys 1930 i 1970.

## Membres
Al llarg dels anys passaren una gran quantitat de músics pels rengles dels Fatxendes. Alguns noms són:
- Francesc Casanovas, director i saxofonista
- Cassià Casademont i Busquets (Banyoles, 1875 - Barcelona, 1963), director el 1900
- Miquel Casas i Augé (Barcelona, 1918 - Valencia, Veneçuela, 2001), en formà part en els anys quaranta
- Marià Homs i Montserrat (Manresa, 1901 - 1975), en formà part en els anys 30[4]
- Lluís Fernández Cabello (Barcelona, 1884 - 1940), flauta solista
- Martí Fernández Cabello (Barcelona, 1882 - Sabadell, 1960), violinista
- Rosa Julià, vocalista 1945-1946 (pel cap baix)[5]
- Manuel Lizandara Magallón "Bota Petit" (Barcelona, 1923 - 1985), trompeta, violí i guitarra
- Joan Oller i Pons (1915), saxo tenor i historiador de la formació
- Josep Puig "Moreno", cantant 1948 - 1950[6]
- Francisco Sanz Blas (Barcelona, 1946), cantant
- Josep Segarra i Travé (La Vall d'Uixó, 1895 - ?, 1978), contrabaixista[7]
- Antoni Tarragó i Sanfeliu (Verdú, 1860 - ?), cornetí
- Ramonet Tarragó, fill d'Antoni Tarragó, violinista, concertista i director en els anys quaranta[8]
- Antoni Urgellès i Granell, compositor que escrivia per a l'orquestra
- Josep Maria Juncosa Panadés, conegut com a Raül Abril, vocalista[9][10]

## Discografia[nota 6]
- Orquesta Fatxendes. Director i pianista J.M.Tarridas A la luz de la luna Barcelona: Odeón SO-8733 (1936)[disc 1]
- OF. Director i pianista JM Tarridas Islas Canarias Odeón SO-8734 (1936)
- OF. Dir. Torrecillas Cuando bailan los abuelos Barcelona: Odeón SO-9548 (1944)[disc 2]
- OF. Dir. Torrecillas Bésame otra vez Odeón SO-9549 (1944)
- OF El mar San Sebastián: Columbia C 8033 (1948)[disc 3]
- OF El vals del buen humor Decca C 8034 (1948)
- OF La belle de Cadix San Sebastián: Columbia C 8035 (1948)[disc 4]
- OF Háblame Decca C 8036 (1948)
- OF. Dir. Torrecillas La polka del bombín San Sebastián: Columbia C 8037 (1948)[disc 5]
- OF Gondolero de amor Columbia C 8038 (1948)
- OF No puede ser error San Sebastián: Columbia C 8039 2 (1948)
- OF. Director Torrecillas Ay que placer San Sebastián: Columbia C 8040 (1948)[disc 6]
- OF. Dir. Torrecillas Pigalle Columbia C 8041(1948)
- OF. Dir. Torrecillas Pirata pata de palo Columbia C 8042 (1948)
- Orquesta Casino de Sevilla (Cuba) El mar y tu Panart 614 (1950-1951)
- OCdS Tres veces así Panart 616 (1950-1951)
- OCdS El mar Panart 654D (1950-1951)
- OCdS Tema del Tercer Hombre Panart 655D (1950-1951)
- OCdS Ni hablar del peluquín Panart 656D (1950-1951)
- OCdS El beso Panart 657D (1950-1951)
- OCdS Mona Lisa Panart 751 (1950-1951)
- OCdS Las campanas me llamaban Panart 752 (1950-1951)
- OCdS Cascabel Panart 762 (1950-1951)
- OCdS El arbolito Panart 765 (1950-1951)
- OCdS Polka del bombín Panart 787 (1950-1951)
- OCdS La zarzamora Panart 788 (1950-1951)
- OCdS Doce cascabeles Ansonia 6005 (anys 50)[disc 7]
- OCdS Jamais Panart 1391[disc 8]
- Orquesta Casino de París C'est si bon Panart 797 (1950-1951)
- OCdP El rio Sena Panart 798 (1950-1951)
- OCdS Si yo fuera tu rey Panart 847 (1950-1951)
- OCdS Una mirada, una palabra Panart 848 (1950-1951)
- OCdS Jamais Panart 854 (1950-1951)
- OCdS Pigalle Panart 855 (1950-1951)
- OCdS Mi corazón es para ti Panart 862 (1950-1951)
- OCdS Y'a pas trois moyens Panart 863 (1950-1951)
- OCdS Amor, dulce amor Panart 864 (1950-1951)
- OCdS Chiquita trigueña Panart 865 (1950-1951)
- OCdS Mi última romanza Panart 898 (1950-1951)
- OCdS Amapola Panart 899 (1950-1951)
- OCdS Valencia Panart 900 (1950-1951)
- OCdS Te quiero porqué te quiero Panart 901 (1950-1951)
- OCdS Serenata a las campanas Panart 1021 (1950-1951)
- OCdS Ni trigueña ni rubia Panart 1074 (1950-1951)
- Orquesta Casino de Sevilla (Espanya)
- OCdS No puede ser error San Sebastián: Columbia R-18289 (C-8038—C-8039) (1952)[disc 9]
- Orquesta Casino de Sevilla (Mèxic) Tan Tacatan Columbia Mex1665 (1952)
- OCdS Tirana Columbia Mex1667 (1952)
- OCdS Dos banderas Columbia Mex1778 (1952)
- OCdS El callaíto Columbia Mex1779 (1952)
- OCdS Tani Columbia Mex1780 (1952)
- OCdS Guitarra española Columbia Mex1781 (1952)
- Orquesta Casino de Sevilla (Veneçuela) Chiquita trigueña Turpial 163 (1953)
- OCdS Celos Turpial 164-SER (1953)
- OCdS Una tarde en los toros Odeon: SOLP 7043[disc 10]
- Orquesta Casino de Sevilla (Xile) El mar y tu Rca-Victor 90-1294-A (1953)
- OCdS. Dir. Pio Torrecillas La Rodríguez Rca-Victor 90-1294-B (1953)
- OCdS. Dir. Pio Torrecillas Las oscuras golondrinas Rca-Victor 90-1307-A (1953)
- OCdS. Dir. Pio Torrecillas Mambo en Granada Rca-Victor 90-1307-B (1953)
- Orquesta Casino de Sevilla (Brasil) No te puedo perdonar Copacabana M-735 (1954-1955)
- OCdS Calé, Calé Copacabana M-736 (1954-1955)
- OCdS Bájame la jaula Copacabana M-747 (1954-1955)
- OCdS Gitanilla moruna Copacabana M-748 (1954-1955)

### Enregistraments
1. ↑  «Disc A la luz de la luna a la Biblioteca Digital Hispànica, amb reproducció musical». [Consulta: 28 abril 2013].
2. ↑  «Disc Cuando bailan los abuelos a la Biblioteca Digital Hispánica, amb reproducció sonora». [Consulta: 28 abril 2013].
3. ↑  «Disc El mar al catàleg de la Biblioteca de Catalunya». Arxivat de l'original el 2014-04-15. [Consulta: 29 abril 2013].
4. ↑  «Disc La Belle de Cadix al catàleg de la Biblioteca de Catalunya». Arxivat de l'original el 2014-04-15. [Consulta: 29 abril 2013].
5. ↑  «Disc La polka del bombín a la Biblioteca Digital Hispánica, amb reproducció sonora». [Consulta: 28 abril 2013].
6. ↑  «Disc Ay, qué placer... al catàleg de la Biblioteca de Catalunya». Arxivat de l'original el 2014-04-15. [Consulta: 29 abril 2013].
7. ↑  «Disc Doce cascabeles als Archives of Traditional Music de la Universitat d'Indiana». [Consulta: 28 abril 2013].
8. ↑  «Jamais a la Bibliothèque Nationale de France». [Consulta: 28 abril 2013].
9. ↑  «Disc No puede ser error a la Biblioteca Digital Hispánica, amb reproducció sonora». [Consulta: 28 abril 2013].
10. ↑  «Una tarde en los toros al catàleg de l'Alkek Library de la Texas State University». [Consulta: 28 abril 2013].